# Ясная Поляна (Черниговская область)
Ясная Поляна (укр. Ясна Поляна) — село в Новгород-Северском районе Черниговской области Украины. Население — 12 человек. Занимает площадь 0,59 км².
Почтовый индекс: 16010. Телефонный код: +380 4658.

## Власть
Орган местного самоуправления — Бучковский сельский совет. Почтовый адрес: 16010, Черниговская обл., Новгород-Северский р-н, с. Бучки, ул. 1-го Мая, 9.